# Ilyushin Il-1
Ilyushin Il-1 (tiếng Nga: Ил-1) là một máy bay cường kích của Liên Xô được phát triển trong Chiến tranh Thế giới II bởi cục thiết kế Ilyushin. Nó chỉ được chế tạo với một mẫu duy nhất, nhưng nó lại là thiết kế dẫn đến mẫu máy bay thành công Ilyushin Il-10.

## Phát triển
Sau khi Mặt trận phía Đông nổ ra trong Chiến tranh Thế giới II, Không quân Xô viết đã sử dụng loại máy bay cường kích rất thành công là Ilyushin Il-2 Shturmovik, nó có động cơ Mikulin AM-38. Với những tiến triển của cuộc chiến, Liên Xô bắt đầu nghiên cứu một mẫu máy bay mới kế thừa những đặc tính này của Il-2. Mục đích chính là tăng tốc độ và khả năng cơ động ở độ cao thấp, chủ yếu để tránh pháo phòng không loại nhỏ, những vũ khí phòng không loại nhỏ chính là mối nguy hiểm chính đối với máy bay cường kích, và để loại bỏ một số sai sót của Il-2. Dự án đầy hứa hẹn nhất là một máy bay tấn công hỗ trợ mặt đất hiện đại có khả năng cơ động và trọng lượng nhẹ, đó là Sukhoi Su-6 được phát triển bởi phòng thiết kế của Pavel Sukhoi vào năm 1942. Cùng thời điểm, Sergey Ilyushin cũng phát triển một máy bay hạng nặng VSh hay Il-8 M-71, xuất phát từ thiết kế của Il-2. Cả hai dự án đều trang bị động cơ nguyên mẫu M-71, loại động cơ này không được sản xuất.
Năm 1943, Ilyushin bắt đầu công việc đối với máy bay mới mang tên Il-1, đây sẽ là một máy bay tiên kích-cường kích bọc giáp hạng nặng có 1 hoặc 2 chỗ, có nghĩa là máy bay này chủ yếu để chiến đấu với các máy bay ném bom và vận tải. Il-1 tương tự như thiết kế của Il-2, nhưng hiện đại và gọn hơn, và nó có động cơ Mikulin mới là AM-42. Nhưng, không quân đã từ bỏ ý tưởng về loại tiêm kích bọc giáp hạng nặng, vì tốc độ thấp và cũng không đủ khả năng để đánh chặn các máy bay ném bom hiện đại. Do đó, Ilyushin quyết định sửa chữa Il-1 thành một máy bay cường kích hai chỗ, tên gọi mới là Ilyushin Il-10 vào đầu năm 1944 (các số lẻ được dùng cho máy bay tiêm kích). Mùa xuân năm 1944, Il-10 đã thực hiện bay thử nghiệm, và trải qua các cuộc thử nghiệm cấp nhà nước vào tháng 6, sau đó nó đã được chấp nhận đưa vào sản xuất hàng loạt.

## Thông số kỹ thuật (Il-1)
Dữ liệu lấy từ airventuremuseum

### Đặc điểm riêng
- Phi đoàn: 1
- Chiều dài: 11.12 m
- Sải cánh: 13.40 m
- Chiều cao: 8 ft 6 in
- Diện tích cánh: 30.00 m²
- Trọng lượng rỗng: 4.285 kg
- Trọng lượng cất cánh: n/a
- Trọng lượng cất cánh tối đa: 5.320 kg
- Động cơ: 1× Mikulin AM-42, 1.973 hp

### Hiệu suất bay
- Vận tốc cực đại: 580 km/h
- Tầm bay: 1.000 km
- Trần bay:
- Vận tốc lên cao:
- Lực nâng của cánh:
- Lực đẩy/trọng lượng:

### Vũ khí
- 2x pháo 23 mm

## Nội dung liên quan

### Máy bay có cùng sự phát triển
- Ilyushin Il-2
- Ilyushin Il-10

### Máy bay có tính năng tương đương
- Sukhoi Su-6